# Тріне Гансен
Тріне Гансен (дан. Trine Hansen, 19 лютого 1973) — данська академічна веслувальниця.
Бронзова призерка Олімпійських Ігор 1996 року в одиночці, учасниця 1992 року.
Чемпіонка світу 1994 року в одиночці, срібна призерка 1997 року в одиночці, бронзова призерка 1993 року в одиночці.